# Vins de Madrid
Vins de Madrid és una Denominació d'Origen establerta el 1990 i amb seu a Madrid. Aquesta DO contempla tots els territoris de la Comunitat Autònoma de Madrid i el seu Consell Regulador és l'encarregat de vetllar per la qualitat dels vins produïts sota aquesta apel·lació i de promocionar els seus productes.
La DO inclou 5.898 hectàrees de vinya, dividides en 54 municipis i alhora  dividits en 4 subzones; Arganda del Rey, Navalcarnero, San Martín de Vadeiglesias i El Molar.,
La DO destina la major part de la producció a vi negre jove i rosats (Navalcarnero). Tot i que també es produeixen altres estils de vins com blancs i espumosos, en son característics i distintius de la Denominació els vins sobremadre.
Els vins sobremadre son un tipus de vi (generalment blanc) brisat en el que una quarta part del raïm emprat per la fermentació s'introdueix en el tanc de fermentació amb la brisa. Un cop acabada la fermentació, el tanc resta inalterat un mínim de 90 dies i un màxim de 180, per després ser embotellat directament. Aquest peculiar sistema genera vins amb una subtil carbonatació natural.
Malgrat esser una DO relativament jove (registrada davant la UE el 1996 la història dels vins en aquesta regió d'Espanya no és recent.

## Sòls
Els sòls de la DO varien en funció de la subzona, així doncs a San Martín de Valdeiglesias hi abunden els sols granítics, a Navalcarnero hi abunden els sòls argilosos, pobres i semiàrids. El territori de la DO es troba entre 522 i 800 m s. n. m.

## Varietats
Les varietats tradicionals autoritzades inicialment el 1990 varen ser tant negres ( Ull de Llebre i Garnatxa negra) com blanques ( Malvar, Forcallat i Picapoll).
Amb els anys es varen afegir el Merlot, el Cabernet Sauvignon i el Syrah com a varietats negres  i el Macabeu, Parellada, Torrontés i el Moscatell de gra menut tot i que es varen conservar les inicialment admeses com a varietats preferides.

## Vins

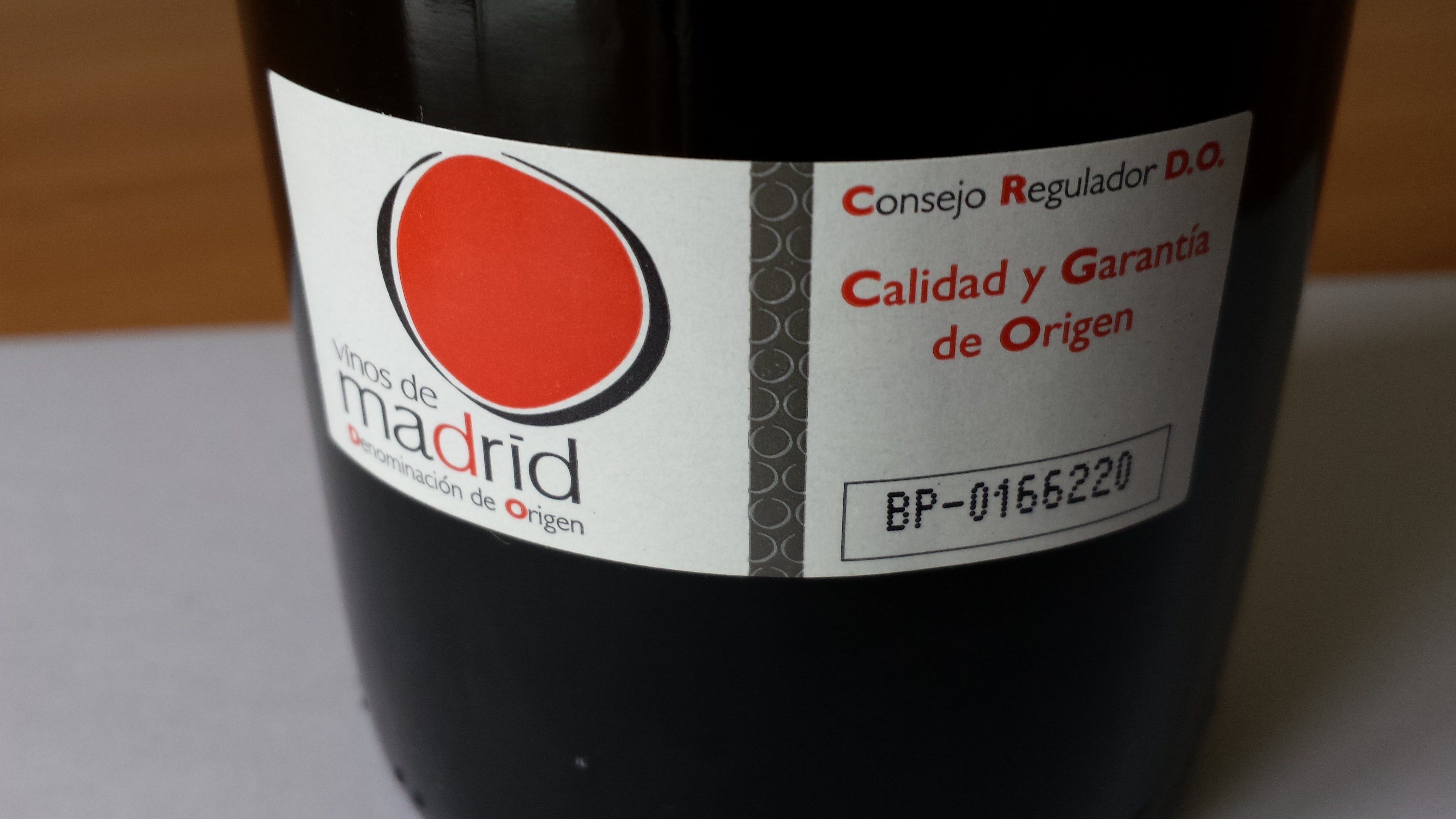
Vinos de Madrid D.O.P..

Originalment la DO tan sols incloia vins negres, blancs i rosats. L'any 1996 es varen incloure els espumosos elaborats pel mètode tradicional i els brisats Sobremadre.
- Vins negres: han de tenir un percentatge mínim del 85% de les varietats Ull de Llebre, Garnatxa negra, Merlot, Cabernet Sauvignon i Syrah.
- Vins rosats: han de tenir un percentage mínim del 60% d'Ull de Llebre i/o Garnatxa negra.
- Vins blancs: han de contenir un mínim del 60% de Malvar i/o Picapoll.
- Vins espumosos blancs: han de contenir un mínim del 50% de Malvar o Picapoll.
- Vins espumosos rosats: han de tenir mínim un 50% d'Ull de Llebre i/o Garnatxa negra.

En la modificació del Plec de Condicions de la DO el 2004 es varen estipular criteris per la consideració de vins amb criança (mínim de sis mesos en barrica i mínim divuit mesos en ampolla), reserva (tres anys d'envelliment pels negres i dos pels blancs i rosats) i gran reserva (mínim dos anys en barrica i tres en ampolla pels negres i pels vins blancs un mínim de 6 mesos en barrica i tres anys i mig en ampolla).

## Producció
El Reglament estableix un marc de plantació d'entre els 900 i 4.000 ceps per Ha, el tipus de formació del cep (en vas o en Royat emparrat), i la càrrega màxima autoritzada que depèn de les varietats i que oscil·la entre els 8.000 i 7.000 Kg/Ha,,,:

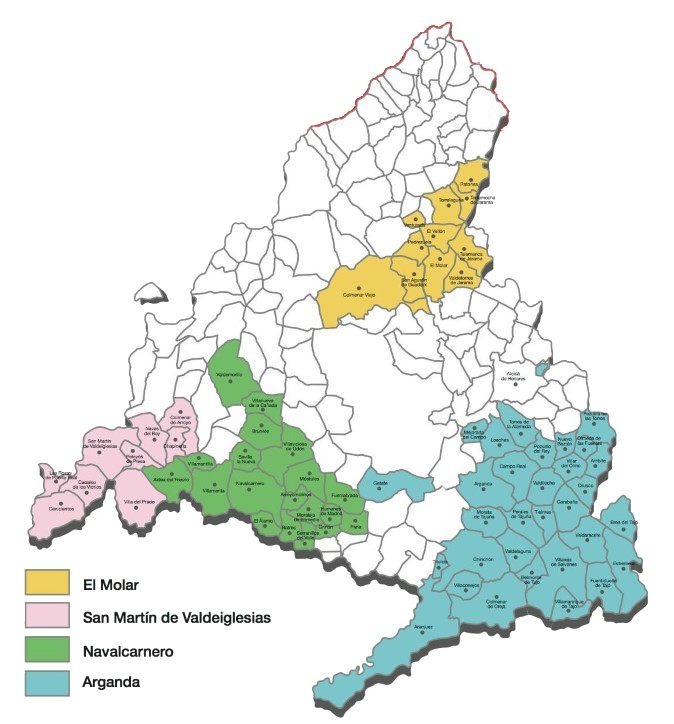
Denominación de Origen Protegida Vinos de Madrid, subzones vinícoles

Els municipis englobats dins de la D.O Vins de Madrid, desglossats per subzones són els següents:,
- Subzona d'Arganda: Ambite, Aranjuez, Arganda del Rey, Belmonte de Tajo, Brea de Tajo, Campo Real, Carabaña, Colmenar de Oreja, Chinchón, finca "El Encín" de Alcalá de Henares, Estremera, Fuentidueña de Tajo, Getafe, Loeches, Mejorada del Campo, Morata de Tajuña, Nuevo Baztán, Olmeda de las Fuentes, Orusco, Perales de Tajuña, Pezuela de las Torres, Pozuelo del Rey, Tielmes, Titulcia, Torres de la Alameda, Valdaracete, Valdelaguna, Valdilecha, Villaconejos, Villamanrique de Tajo, Villar del Olmo i Villarejo de Salvanés.
- Subzona del Molar: Colmenar Viejo, El Molar, El Vellón, Patones de Arriba, Pedrezuela, San Agustín de Guadalix, Talamanca del Jarama, Torrelaguna, Torremocha de Jarama, Valdetorres de Jarama i Venturada.
- Subzona de Navalcarnero: El Álamo, Aldea del Fresno, Arroyomolinos, Batres, Brunete, Fuenlabrada, Griñón, Humanes de Madrid, Moraleja de Enmedio, Móstoles, Navalcarnero, Parla, Serranillos del Valle, Sevilla la Nueva, Valdemorillo, Villamanta, Villamantilla, Villanueva de la Cañada i Villaviciosa de Odón.
- Subzona de San Martín de Valdeiglesias: Cadalso de los Vidrios, Cenicientos, Colmenar del Arroyo, Chapinería, Navas del Rey, Pelayos de la Presa, Rozas de Puerto Real, San Martín de Valdeiglesias i Villa del Prado.

## Cellers
El nombre de bodegues inscrites al Consell Regulador el 2025 era de 42, distribuides en 25 a Arganda, 7 a Navalcarnero i 10 a San Martín de Valdeiglesias